# Hugo Gold
Hugo Gold (geboren am 14. Oktober 1895 in Wien,  Österreich-Ungarn; gestorben am 20. November 1974 in Tel Aviv) war ein österreichisch-israelischer jüdischer Historiker, Essayist, Herausgeber und Verleger.

## Leben
Hugo Gold studierte in Wien und Brünn und war von 1924 bis 1939 Herausgeber und Redakteur bzw. Chefredakteur der Jüdischen Volksstimme und seit 1930 bis zu ihrer endgültigen Einstellung 1938 der Zeitschrift für die Geschichte der Juden in der Tschechoslowakei. Er leitete auch den Hickl-Verlag in Brünn.
Seit 1940 lebte und arbeitete er in Tel Aviv und war dort Inhaber des Olamenu-Verlages. Er war auch der Gründer des Zwi-Perez-Chajes-Instituts.
Mindestens in den Jahren 1964 bis 1974 gab er in Tel Aviv in deutscher Sprache die Zeitschrift für die Geschichte der Juden heraus, die vierteljährlich erschien. 
1967 erhielt Hugo Gold den Theodor-Körner-Literaturpreis.

## Schriften (Auswahl)
- Die Juden und Judengemeinden Mährens in Vergangenheit und Gegenwart. Ein Sammelwerk, Brünn 1929 (Digitalisat).
- Die Juden und Judengemeinden Preßburgs in Vergangenheit und Gegenwart. Ein Sammelwerk, Brünn 1932.
- Die Juden und Judengemeinden Böhmens in Vergangenheit und Gegenwart. Jüdischer Buch- und Kunstverlag, Brünn/Prag 1934 (landesbibliothek.at).
- Geschichte der Juden in der Bukowina. Band 1, Tel Aviv 1958.
- Geschichte der Juden in der Bukowina. Band 2, Tel Aviv 1962.
- Geschichte der Juden in Wien. Ein Gedenkbuch, Tel Aviv 1966.
- Max Brod, ein Gedenkbuch, 1969, OCLC 822854.
- Gedenkbuch der untergegangenen Judengemeinden des Burgenlandes, Tel Aviv 1970.
- Zwi Perez Chajes. Dokumente aus seinem Leben und Wirken, Tel Aviv 1971.
- Geschichte der Juden in Österreich. Ein Gedenkbuch, Tel Aviv 1971.
- Gedenkbuch der untergegangenen Judengemeinden Mährens, Tel Aviv 1974.